# Listă de plante medicinale - I

A - Ă - Â - B - C - D - E - F - G - H - I - Î - J - K - L - M - N - O - P - Q - R - S - Ș - T - Ț - U - V - X - Y - Z
| Plantă      | Denumire latină                     | Proprietăți vindecătoare |
| ----------- | ----------------------------------- | ------------------------ |
| Iarbă grasă | Portulaca oleracea                  |                          |
| Iarbă mare  | Inula helenium                      |                          |
| Ienupăr     | Juniperus communis                  |                          |
| In          | Linum flavum, (Linum)               |                          |
| Ipcărigea   | Gypsophila paniculata, (Gypsophila) |                          |
| Isop        | Hyssopus officinalis                |                          |
| Izmă        | Mentha crispa                       |                          |